# Crazier (Taylor Swift)
Crazier è una canzone della cantante statunitense country pop Taylor Swift, pubblicata come singolo promozionale dalla colonna sonora del film Hannah Montana: The Movie. Il singolo è stato pubblicato assieme all'album il 23 marzo 2009 nel solo formato di download digitale dall'etichetta discografica Walt Disney Records.

## Successo commerciale
La canzone è stata pubblicata su iTunes e ha ricevuto airplay su Radio Disney. È entrata nella classifica americana alla settantaseiesima posizione subito dopo la pubblicazione dell'album. Crazier è salita di tre posizioni la settimana successiva, per poi arrivare alla trentottesima posizione della classifica grazie a un aumento delle vendite dell'87%. Nella settimana del 2 maggio 2009, grazie alla pubblicazione del film Hannah Montana: The Movie, Crazier, assieme ad altre canzoni presenti nella colonna sonora, è salita di molte posizioni: ha infatti raggiunto la sua vetta attuale, la diciassettesima posizione, vendendo circa 110 000 copie in una sola settimana.

## Classifiche
| Classifica (2009) | Posizione massima |
| ----------------- | ----------------- |
| Australia         | 64                |
| Canada            | 67                |
| Regno Unito       | 100               |
| Stati Uniti       | 17                |